# 单位球面

一些单位球

数学上，单位球面是到固定中心点距离为1的点的集合，其中距离可以是任何推广了的距离概念。单位球是单位球面所包围的区域。通常一个特定的点被表示为所研究的空间的原点，并且单位球面或单位球通常以该点为中心。因此通常单位球或者单位球面就是指以原点为中心的单位球或球面。
单位球面就是半径1的球面。单位球的重要之处是任何球面可以通过平移和缩放的组合来变换为单位圆。这样一般情况的球的属性可以归约到对于单位球的研究。

## 欧氏空间的单位球
n维欧氏空间中，单位球面是所有满足如下方程的点{\displaystyle x_{1},\cdots ,x_{n}}的集合
{\displaystyle x_{1}^{2}+x_{2}^{2}+\cdots +x_{n}^{2}=1}
而闭单位球是所有满足如下不等式的点的集合
{\displaystyle x_{1}^{2}+x_{2}^{2}+\cdots +x_{n}^{2}\leq 1.}

### 一般的面积和体积公式
n-维欧氏空间的单位球体积，和单位球面的面积，出现在很多数学分析的公式中。n维空间中的单位球面的表面积，经常记为{\displaystyle \omega _{n}}，可以用Γ函数表示。它是
{\displaystyle \omega _{n}={\frac {2\pi ^{\frac {n}{2}}}{\Gamma ({\frac {n}{2}})}}}.
单位球的体积则是{\displaystyle {\frac {\omega _{n}}{n}}}.

## 赋范向量空间中的单位球
精确一点的说，赋范向量空间{\displaystyle V}中的开单位球，设范数为{\displaystyle \|\cdot \|}，由下式表示
{\displaystyle \{x\in V:\|x\|<1\}}.
它位于{\displaystyle (V,\left\Vert \cdot \right\Vert )}中的闭单位球的内部，
{\displaystyle \{x\in V:\|x\|\leq 1\}}.
后者是前者和它们的公共边界{\displaystyle (V,\left\Vert \cdot \right\Vert )}的单位球面的不交并集，
{\displaystyle \{x\in V:\|x\|=1\}}.

### 讨论
单位球的形状完全取决于所选的范数；它可能有角，例如它可以看起来象{\displaystyle [-1,1]^{n}}，也就是在选取{\displaystyle R^{n}}中的范数{\displaystyle l_{\infty }}的情况。圆球可以理解为一般的希尔伯特空间范数的情况，在有限维的情况中依赖于欧氏距离；它的边界就是通常所指的单位球面。

## 推广

### 度量空间
上面的三个定义都可以直接推广到度量空间中相对于某个原点的相应概念。但是，拓扑上的考虑（内部，闭包，边界）不一定可以同样的推广（例如，在超度量空间，所有三者同时是即开且闭集合），而单位球在某些度量空间甚至可能是空集。

### 二次型
若{\displaystyle V}是有实二次型{\displaystyle F:V\rightarrow R}的线性空间，则{\displaystyle \{x\in V:F(x)=1\}}有时称为{\displaystyle V}的单位球面。二维的例子有双曲复数和对偶数。当{\displaystyle F}可以取负值时，则{\displaystyle \{x\in V:F(x)=-1\}}称为反球面。

## 参看
- 单位圆
- 单位正方形
- 单位圆盘
- 球面
- 球 (数学)
- 数学符号表